# Салинас (микрорегион)

Салинас на карте.

Салинас (порт. Microrregião de Salinas) — микрорегион в Бразилии, входит в штат Минас-Жерайс. Составная часть мезорегиона Север штата Минас-Жерайс. 
Население составляет 210 771 человек (на 2010 год). Площадь — 17 824,493 км². Плотность населения — 11,82 чел./км².

## Демография
Согласно сведениям, собранным в ходе переписи 2010 года Национальным институтом географии и статистики (IBGE), население микрорегиона составляет:
| Полное население                             | Полное население                             | Полное население                             | Полное население                             | 210 771 |
| -------------------------------------------- | -------------------------------------------- | -------------------------------------------- | -------------------------------------------- | ------- |
| в том числе:                                 | Городское население                          | 120 534                                      | Процент городского населения, %              | 57,19   |
|                                              | Сельское население                           | 90 237                                       | Процент сельского населения, %               | 42,81   |
|                                              | Мужское население                            | 105 810                                      | Процент мужского населения, %                | 50,20   |
|                                              | Женское население                            | 104 961                                      | Процент женского населения, %                | 49,80   |
| Плотность населения, чел/км²                 | Плотность населения, чел/км²                 | Плотность населения, чел/км²                 | Плотность населения, чел/км²                 | 11,82   |
| Население микрорегиона в % к населению штата | Население микрорегиона в % к населению штата | Население микрорегиона в % к населению штата | Население микрорегиона в % к населению штата | 1,08    |

## Статистика
- Валовой внутренний продукт на 2003 год составлял 516 450 657,00 реалов (данные: Бразильский институт географии и статистики).
- Валовой внутренний продукт на душу населения на 2003 год составлял 2509,35 реалов (данные: Бразильский институт географии и статистики).
- Индекс развития человеческого потенциала на 2000 год составлял 0,646 (данные: Программа развития ООН).

## Состав микрорегиона
В составе микрорегиона включены следующие муниципалитеты:
1. Беризал
2. Куррал-ди-Дентру
3. Дивиза-Алегри
4. Фрута-ди-Лейти
5. Индаябира
6. Монтезума
7. Ниньейра
8. Новоризонти
9. Риу-Парду-ди-Минас
10. Рубелита
11. Салинас
12. Санта-Крус-ди-Салинас
13. Санту-Антониу-ду-Ретиру
14. Сан-Жуан-ду-Параизу
15. Тайобейрас
16. Варжен-Гранди-ду-Риу-Парду
17. Агуас-Вермельяс